# Михалич (Хасковська область)
Миха́лич (болг. Михалич) — село в Хасковській області Болгарії. Входить до складу общини Свиленград.

## Населення
За даними перепису населення 2011 року у селі проживали 65 осіб, усі — болгари.
Розподіл населення за віком у 2011 році:
Динаміка населення: